# Exhyalanthrax resulus
Exhyalanthrax resulus är en tvåvingeart som först beskrevs av Francois 1968.  Exhyalanthrax resulus ingår i släktet Exhyalanthrax och familjen svävflugor. Inga underarter finns listade i Catalogue of Life.